# L'Heure exquise
L'Heure exquise és una pel·lícula francesa dirigida per René Allio i estrenada el 1981. Fou rodada a Marsella.

## Sinopsi
Records familiars de René Allio a Marsella des dels anys 1920 fins als 1950.

## repartiment
- Jean Allio
- Paul Allio
- Pierre Allio
- René Allio
- Akli Amouche
- Cyril Collard
- Isabelle Fenech
- Jean Maurel

## Acollida
La pel·lícula es va reestrenar l'1 d'octubre al 31 de desembre de 2014 juntament amb La Vieille dame indigne (1965) i Dura jornada per a la reina (1973) a 15 pantalles de Cinemas du Sud (Provença-Alps-Costa Blava) en el marc d'una "retrospectiva René Allio" organitzada per Cinétilt.